# Soledad Costantini
María Soledad Costantini  es una editora argentina.

## Trayectoria profesional
En 1997 inauguró en el Museo Nacional de Bellas Artes el ciclo “La Literatura en el Museo”. Coordinó y publicó el libro Borges: Develaciones con textos de Félix della Paolera y fotografías de Facundo de Zuviría y de Julie Méndez Ezcurra.
Hija de Eduardo Costantini, dueño y fundador del Museo de Arte Latinoamericano de Buenos Aires, forma parte de su consejo y desde 2001 es coordinadora de su área de literatura.
También es codirectora junto a Leandro Pinkler de El hilo de Ariadna, editorial surgida a partir de la adquisición de los derechos de publicación del Libro rojo, obra inédita del psiquiatra Carl Gustav Jung, y cuyo proyecto busca "hacer accesibles al gran público perlas del tesoro simbólico de la humanidad a través de textos tradicionales, comentarios de estudiosos contemporáneos y testimonios actuales de la búsqueda de una espiritualidad".
También es vicepresidenta de la Fundación FILBA (Festival Internacional de Literatura en Buenos Aires).